# 新川秀清
新川 秀清（あらかわ しゅうせい、1937年1月1日 - ）は、日本の政治家、沖縄市長、沖縄県議会議員などを歴任した。

## 経歴
1937年、越来村仲原（後の沖縄市の一部）に生まれ、コザ高等学校に学ぶ。
高校卒業後、沖縄群島社会福祉協議会（のち、沖縄社会福祉協議会：沖縄県社会福祉協議会の前身）に勤務する。この頃には、地元のコザ市山里で青年会長を務めており、1958年ころには、それまで男性だけが踊っていたエイサーへの女性の参加を進めるなどした。
1967年に当時のコザ市役所に入り、経済民生部長を務め、沖縄市となった後には福祉部長、経済部長、中部広域市町村協議会事務局長などを歴任し、1989年に退職した。
1990年の沖縄市長選挙に、日本社会党、日本共産党、沖縄社会大衆党の推薦と、公明党の支持を得て出馬し、4選を目指していた現職の桑江朝幸を破って初当選を果たした。1994年にも西田健次郎らを破って再選を果たした。
市長時代の新川は、同じく革新陣営にあった当時の大田昌秀沖縄県知事による平和行政の推進に積極的に関わり、県革新市町村会長なども務め、在日米軍嘉手納弾薬庫地区と陸上自衛隊白川分屯地内に所在した、2000年で政府の使用期限が切れる沖縄市の所有地について、契約更新拒否の方針を表明するなどした。また、商業振興策の一環として、1997年には複合商業施設コリンザを開設させるなどした。
しかし、3選を目指した1998年の選挙では、仲宗根正和に敗れた。
2000年に沖縄県議会議員に初当選し、2期を務めた。
国政選挙には、2009年の第45回衆議院議員総選挙に沖縄県第3区から社会民主党公認で出馬したが、当選には至らなかった。
2011年からは、第三次嘉手納基地爆音差止訴訟原告団の団長を務めている。